# Operations Support Systems
Operations Support Systems (zkráceně OSS) se do češtiny překládají jako systémy pro podporu provozu. Provozem se v drtivé většině myslí činnost IT zařízení (servery, síťové prvky…) nebo aplikací (web, mail, informační systém…). Podpora těchto systémů se skládá z následujících činností:
- Pasivní monitoring (sledování událostí, logů…)
- Aktivní monitoring (měření výkonnostních ukazatelů, cyklické testy)
- Správa (konfigurace zařízení, aplikací)
- Reporting (historická i aktuální data)

## Nejznámější software

### Komerční
- IBM Tivoli Netcool/OMNIbus
- Infovista
- HP Openview
- Compuware Vantage
- IP-Label Newtest
- EMC IONIX (dříve SMARTS)
- Watch4Net APG

### Udržovaný komunitami (většinou GNU/GPL licence)
- Nagios
- Zabbix
- MRTG